# 13642 Ricci
13642 Ricci este un asteroid din centura principală de asteroizi.

## Descriere
13642 Ricci este un asteroid din centura principală de asteroizi. A fost descoperit pe 19 aprilie 1996 la Prescott de Paul G. Comba. Asteroidul prezintă o orbită caracterizată de o semiaxă mare de 3,03 ua, o excentricitate de 0,16 și o înclinație de 6,2° în raport cu ecliptica.